# ドキュメンタリー人間劇場
『ドキュメンタリー人間劇場』（ドキュメンタリーにんげんげきじょう）は、テレビ東京系列局ほかで放送されていたテレビ東京製作のヒューマンドキュメンタリー番組である。テレビ東京系列局では1992年10月13日から2000年3月29日まで放送。

## 概要
演出家や監督たちがある特定の人物に密着取材したドキュメンタリー映像を競作していた番組である。そのため、スタッフも制作会社も毎回異なっていた。
テレビ東京系列局においては日本船舶振興会（1996年1月より日本財団）の一社提供で、『日本船舶振興会 ドキュメンタリー人間劇場』と題して放送。当初は火曜21:00枠で放送されていたが、『開運!なんでも鑑定団』の放送開始に伴い、1994年4月以降は水曜22:00枠で放送されるようになった。視聴率低迷により、8年間の歴史に幕を下した。

## 放送時間
いずれも日本標準時。
- 火曜 21:00 - 21:54 （1992年10月13日 - 1994年3月22日[2]）
- 水曜 22:00 - 22:54 （1994年4月6日[3] - 2000年3月29日）

## 放送ライブラリー選定作品
神奈川県横浜市にある放送ライブラリーには、この番組の記録映像が21本保存されている。
| 放送日         | サブタイトル                                          | スタッフ                                                                        |
| -------------- | ----------------------------------------------------- | ------------------------------------------------------------------------------- |
| 1994年6月22日  | 我が家の出産日記                                      | 演出：佐藤真 / 制作会社：国際放映                                               |
| 1994年8月10日  | 6000人のユダヤ難民を救ったビザ 日本人外交官の決断     | 演出：鈴木久雄 / 制作会社：シルバーフォックス / 語り：梶原四郎                  |
| 1994年11月2日  | 百歳の恋心 新内・岡本文弥の艶                         | 演出：渋谷昶子 / 制作会社：東京ビデオセンター / 語り：大塚周夫                  |
| 1995年7月19日  | 父から息子へはじめての手紙／シリーズ戦後50年〔1〕     | 演出：星野敏子 / 制作会社：オルタスジャパン / 語り：小倉一郎                    |
| 1995年7月26日  | 消えゆくカンテラの灯 筑豊・三池炭鉱に生きた女         | 演出：森弘太 / 制作会社：国際放映                                               |
| 1996年3月13日  | あのときめきを 遥かなる父の国へ                       | 演出：星野敏子 / 制作会社：オルタスジャパン / 語り：ブラザー・コーン            |
| 1996年4月3日   | みちのくのサリバン先生 涙の特訓・そして旅立ち         | 演出：橋本信一 / 制作会社：東京ビデオセンター / 語り：筧利夫                    |
| 1996年6月19日  | 鳥のように 白香珠20歳の願い                           | 演出：星野敏子 / 制作会社：オルタスジャパン / 語り：寺尾聰                      |
| 1996年10月23日 | 耕さない田んぼ                                        | 制作会社：テレビ東京                                                            |
| 1997年7月2日   | 青春ソーラン節                                        | 演出：斎藤耕一 / 制作会社：ワールドテレビジョン / 語り：羽佐間道夫              |
| 1997年9月17日  | ルワンダに義足工場を！ 真美さんの夢と挑戦             | 演出：正岡裕之 / 制作会社：東京ビデオセンター / 語り：倍賞美津子                |
| 1998年2月11日  | 頑固親父のおむつ日記 雪国の父子僧・痴呆介護の記録     | 演出：佐野岳士 / 制作会社：東京ビデオセンター                                   |
| 1998年4月29日  | ぼくらみんな生きている                                | 演出：近広史 / 制作会社：プラネット / 語り：渡辺徹                              |
| 1998年7月22日  | ヤッサンの紙芝居がやって来た！                        | 演出：小林周子 / 制作会社：えふぶんの壱 / 語り：なぎら健壱                      |
| 1998年8月12日  | 親父の海はゼニの海 さい果ての島、若い漁師の夏         | 演出：蔵原惟二 / 制作会社：ワールドテレビジョン / 語り：三ツ木清隆              |
| 1998年12月9日  | いかなる星の下に ある家族の再生                       | 演出：大森一樹 / 制作会社：東京ビデオセンター                                   |
| 1999年3月10日  | 天から降り注いだ歌 ジャズ歌手綾戸智絵・元気の贈りもの | 演出：中山史郎 / 制作会社：ザ・ワークス / 語り：片岡鶴太郎                      |
| 1999年7月14日  | 4000分の1秒に賭ける ワシ・タカを追う写真家の200日     | 演出：鈴木昭典 / 制作会社：ドキュメンタリー工房 / 語り：横内正                  |
| 1999年10月6日  | ねぶたに燃ゆ〜兄を超えたい！無冠ねぶた師の挑戦〜      | 演出：李憲彦 / 制作会社：ノマド                                                 |
| 2000年3月8日   | 江戸彫金師のこだわり人生〜粋と意地をとおして〜        | 演出：高山陽一 / 制作会社：JVプロデュース / 語り：渡辺徹                        |
| 2000年3月22日  | 生きるために 末期がん告知・妻を看取った外科医の実践   | 演出：佐野岳士 / 制作会社：東京ビデオセンター / 語り：段田安則 / 朗読：金野恵子 |

## 参考
- テレビ東京40周年史
- 日本財団
- 記録報道 - 鹿児島県視聴覚障害者情報センター
- 作品紹介 - 河瀨直美
- 株式会社オルタスジャパン 受賞作品
- 株式会社プラネット 制作作品
- 番組ホームページ